# Dramaworld
Dramaworld ist eine Dramedyserie der Streaming-Plattform Viki aus dem Jahr 2016. Die Episoden sind mit 9 bis 19 Minuten relativ kurzgehalten. Gedreht wurde in Seoul (Südkorea) und Los Angeles (USA). Es ist die erste von Viki eigens produzierte Webserie.
Die Webserie handelt von der jungen Claire Duncan, die ein großer Fan südkoreanischer Fernsehdramen ist und plötzlich selbst in ihrer Lieblingsserie landet. Einige Episoden sind mit Cameo-Auftritten südkoreanischer Fernsehstars versehen.
Die Produktion der zweiten Staffel wurde 2020 abgeschlossen. Die Folgen sollen alle etwa 30 Minuten lang sein. Die zweite Staffel wird auf dem 2. April 2021 auf Lifetime veröffentlicht.

## Handlung
Claire Duncan arbeitet im Diner ihres Vaters. Doch häufig ist sie abwesend, da sie sich mit südkoreanischen Fernsehdramen beschäftigt und sich diese auch während der Arbeitszeit ansieht. Ihr Vater möchte aber, dass sie sich auf das reale Leben fokussiert und das sie hier keinen koreanischen Milliardär treffen wurde. Eines Tages stürzt Claire am Ende ihrer Schicht und wird in die Dramaworld gezogen.
Die Dramaworld ist der Ort, aus dem alle koreanischen Fernsehserien stammen. Die Figuren dort wissen nicht, dass sie Fernsehfiguren sind. Und sobald ein Drama endet, wird ihr Gedächtnis zurückgesetzt und ein neues Drama beginnt. Claire landet direkt in ihrem Lieblingsdrama Taste of Love. Völlig verblüfft ihren Lieblingsschauspieler, Joon Park, zu treffen, wird sie ohnmächtig. Der Nebendarsteller, Seth Ko, stellt sich an ihre Seite und sagt, sie sei seine Adoptiv-Schwester. Er nimmt Claire zu sich nach Hause. Wie Claire ist er nicht aus der Dramaworld. Er ist ein sogenannter Facilitator, der die Aufgabe hat, dass sich jede Fernsehserie in die richtige Richtung entwickelt. Seth erklärt Claire die regeln der Dramaworld und schlussfolgert, dass auch Claire ein Facilitator sein müsse, die von der Dramaworld berufen wurde.
Das Ziel sei, dass sich Joon Park in die Hauptdarstellerin Seo-yeon verliebt, und nicht in die intrigante Ga-in. Doch Claire versagt und macht alles noch schlimmer. Sie versucht einen Brand in Joon Parks Restaurant zu provozieren und Seo-yeon dorthin zu locken, damit Park sie retten kann. Doch stattdessen versucht ein Bogenschütze vor dem Restaurant Claire zu töten. Park rettet sie, während Seo-yeon von Seth gerettet wird.
Mit der Zeit dämmert es Claire, dass Seth hinter allen Vorkommnissen steckt und in Seo-yeon verliebt ist. Sollte sich Seo-yeon in Seth verlieben und es kommt zu einem Kuss der wahren Liebe, endet das Drama und eine neue Serie mit Seth in der Hauptrolle würde beginnen. Doch sollte dies nicht passieren, endet die Dramaworld und damit gäbe es auch keine koreanischen Dramen mehr.
Claire erzählt Joon Park die ganze Wahrheit. Seth hat derweil Seo-yeon gefesselt und geküsst, doch nichts passiert, da sie ihn nicht liebt. Claire und Joon gelingt es, Seth aufzuhalten. Zum Schluss küsst Joon nicht Seo-yeon, sondern Claire. Das Drama endet und Claire wird zurück in die reale Welt entlassen. Sie sieht sich weiter koreanische Dramen an, konzentriert sich aber auch stärker auf die Arbeit. Am Schluss sieht sich Claire das neue Drama mit Joon Park an. Dieser rennt darin gerade eine Straße entlang. Im nächsten Moment stürmt er in Claires Diner.

## Besetzung
- Liv Hewson: Claire Duncan

Claire arbeitet im Diner ihres Vaters und ist ein großer Fan südkoreanischer Fernsehdramen, die sie sich über ihr Smartphone ansieht. Sie landet in der Dramaworld und versucht, die Geschichte geradezubiegen.
- Sean Richard Dulake: Joon Park

Der Protagonist der Fernsehserie Taste of Love. Er ist Koch und Restaurantbesitzer und sollte sich eigentlich in die Souschefin Seo-yeon verlieben.
- Justin Chon: Seth Ko

Ein Facilitator der Dramaworld, der sich darum kümmert, dass sich die Serien richtig entwickeln. Er gibt vor, Claires Bruder zu sein und führt sie in die Regeln der Welt ein.
- Bae Nu-ri: Seo-yeon

Die Souschefin in Parks Restaurant. Nach K-Drama-Trope sollte sie am Ende der Serie mit Joon Park zusammen sein.
- Kim Sa-hee: Ga-in

Eine potentielle Partnerin für Joon Park in der Dreiecksbeziehung von Taste of Love.
- Woo Do-hwan: Seung-woo

Ein guter Freund von Seo-yeon. Ihm gehört ein Blumenladen. Er kümmert sich um Seo-yeon, als Joon Park sie feuert.

## Produktion

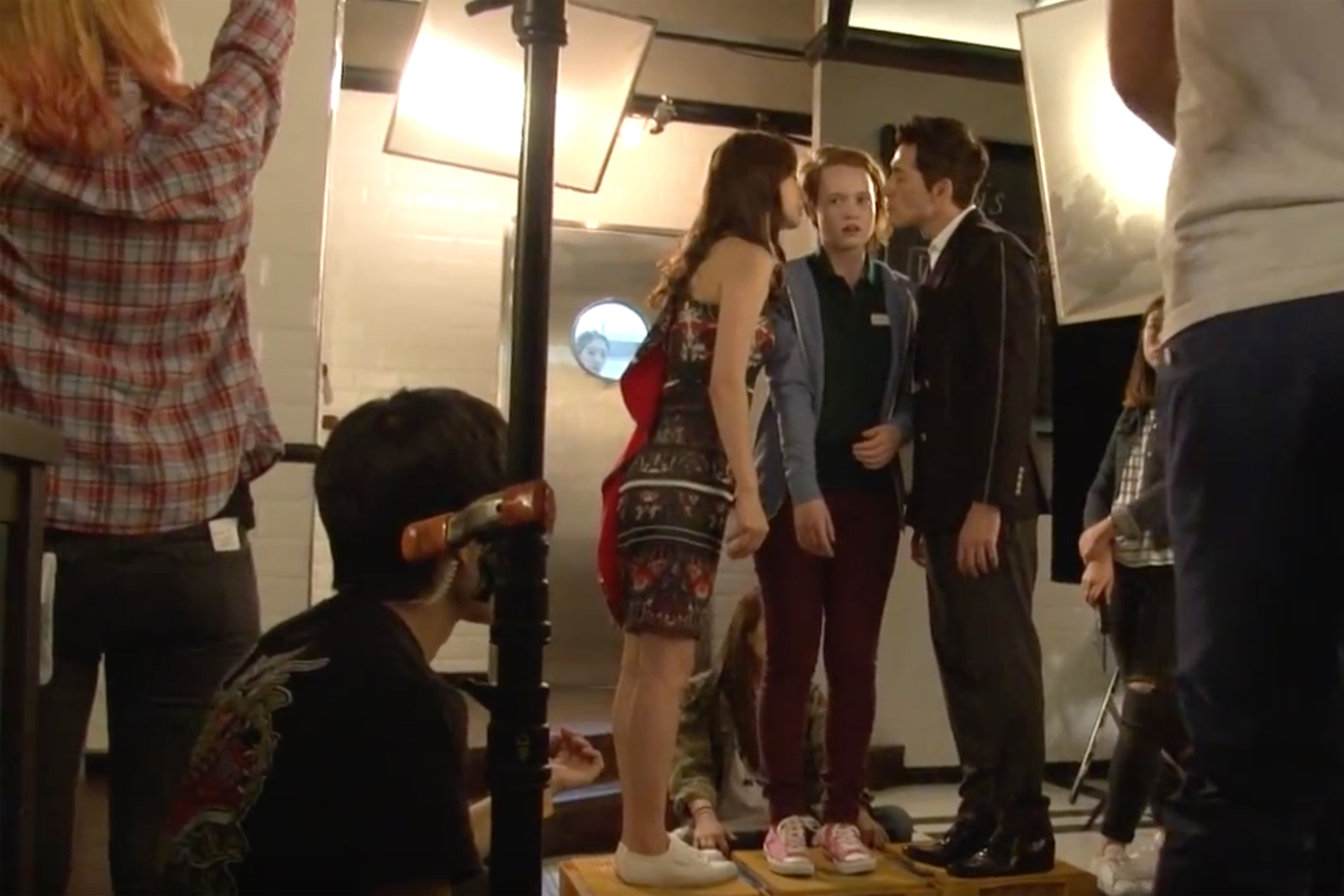
Die Szene, als Claire plötzlich die Dramaworld „betritt“, gedreht im Oktober 2015 in Seoul.

Die Dreharbeiten fanden in Seoul (Südkorea) und Los Angeles (USA) vom 4. Oktober bis zum 3. November 2015 statt. Josh Billig und Chris Martin schrieben die Webserie. Letzterer führte außerdem Regie. Produziert wurde Dramaworld von Jetavana Entertainment aus China, EnterMedia Contents aus Südkorea und Third Culture Content aus den USA. Die Leitung des Projekts hatte der Video-on-Demand-Anbieter Viki.

## Auszeichnungen
Seoul International Drama Awards
- 2016: Auszeichnung in der Kategorie Populärstes Ausländisches Drama

Marseilles Web Fest 2016
- 2016: Grand Jury Prize